# Шейла Джексон Лі
Шейла Джексон Лі (англ. Sheila Jackson Lee; 12 січня 1950, Нью-Йорк — 19 липня 2024) — американський політик-демократ, представляє 18-й округ штату Техас у Палаті представників США з 1995 року.
У 1972 році вона отримала ступінь бакалавра у галузі політології в Єльському університеті, а у 1975 — юридичну освіту в Університеті Вірджинії. Вона переїхала до Техасу після того, як її чоловік отримав роботу в Університеті Х'юстона. Працювала адвокатом, у 1989 році була обрана до міської ради Х'юстона, де працювала до 1994.

## Українофобія
- 25 квітня 2018 року, разом із групою конгресменів, виступила зі звинуваченнями на адресу Польщі й України в антисемітизмі[10]. А саме, звинуватила обидві держави та її уряди у возвеличуванні нацистів та заперечуванні Голокосту[11]. 9 травня того ж року Ваад України спростував ці звинувачення, а саму заяву конгресменів від Демократичної Партії назвав «антиукраїнською дифамацією», яку використовує російська пропаганда у війні проти України[12][13].